# 帕格尼尼主題變奏曲 (布拉姆斯)
《帕格尼尼主題變奏曲》（德語：Variationen über ein Thema von Paganini），作品35，是勃拉姆斯完成於1863年的鋼琴變奏曲作品，發想自尼科罗·帕格尼尼第24號隨想曲。

## 創作背景
在19世紀，尼科罗·帕格尼尼是演奏家技藝的化身，許多作曲家採用他的音樂主題進行創作，布拉姆斯也不例外。布拉姆斯最初僅將這些變奏曲視為「手指練習」，無意出版；但數年後他改變了主意，使這部作品得以問世。

## 分析
這部作品分成上下兩冊，開頭都重複一次「帕格尼尼主題」，接著才是各十四段變奏，且最後一段都是最艱澀、華麗的變奏。

## 評價
以勃拉姆斯典型的作品而言，這首變奏曲一反常態的相當炫技，並且以感情的詮釋與對技巧要求的嚴苛聞名，作家David Dubal形容這是「鋼琴作品中的傳奇；而且『技巧艱澀』」:435、「最困難而細緻的鋼琴作品之一」:49，克拉拉·舒曼則因為這部作品的艱澀而形容它是「女巫的變奏曲」（Hexenvariationen）:281。

## 外部連結
- 帕格尼尼主題變奏曲 -上冊，下冊：国际乐谱典藏计划上的乐谱
- 凱利‧漢森的勃拉姆斯聆樂指南 （页面存档备份，存于）
- 一份详尽的聆听指南 ，使用的是马丁·琼斯（英语：Martin Jones (pianist)）的版本（页面存档备份，存于）